# Яловець смердючий
Яловець смердючий (Juniperus foetidissima) — вид хвойних рослин родини кипарисових.

## Назва
В українській науковій літературі зустрічається два варіанти загальної назви: Ялівець смердючий і Яловець смердючий

## Поширення, екологія
Країни проживання: Албанія, Вірменія, Азербайджан, Кіпр, Греція, Іран, Ліван, Північна Македонія, Російська Федерація (Краснодар), Туреччина, Туркменістан, Україна (Крим). Росте в середземноморських чагарниках, ялівцево-дубових чагарниках, відкритих соснових лісах та інших хвойних лісах, з Pinus brutia, Pinus nigra, Juniperus excelsa, Juniperus drupacea, Juniperus oxycedrus, Cedrus libani, Abies cephalonica, Abies cilicica, Abies nordmanniana, Quercus ilex, Pistacia lentiscus і т. д. Часто на вапнякових скелях або кам'янистих схилах, або на серпантину або інших кам'янистих основах, в неглибоких ґрунтах. Висотний діапазон становить від рівня моря до 2000 м над рівнем моря. Клімат середземноморський з переходами в більш континентальні внутрішні області, де зими більш сухі й холодні.

## Морфологія

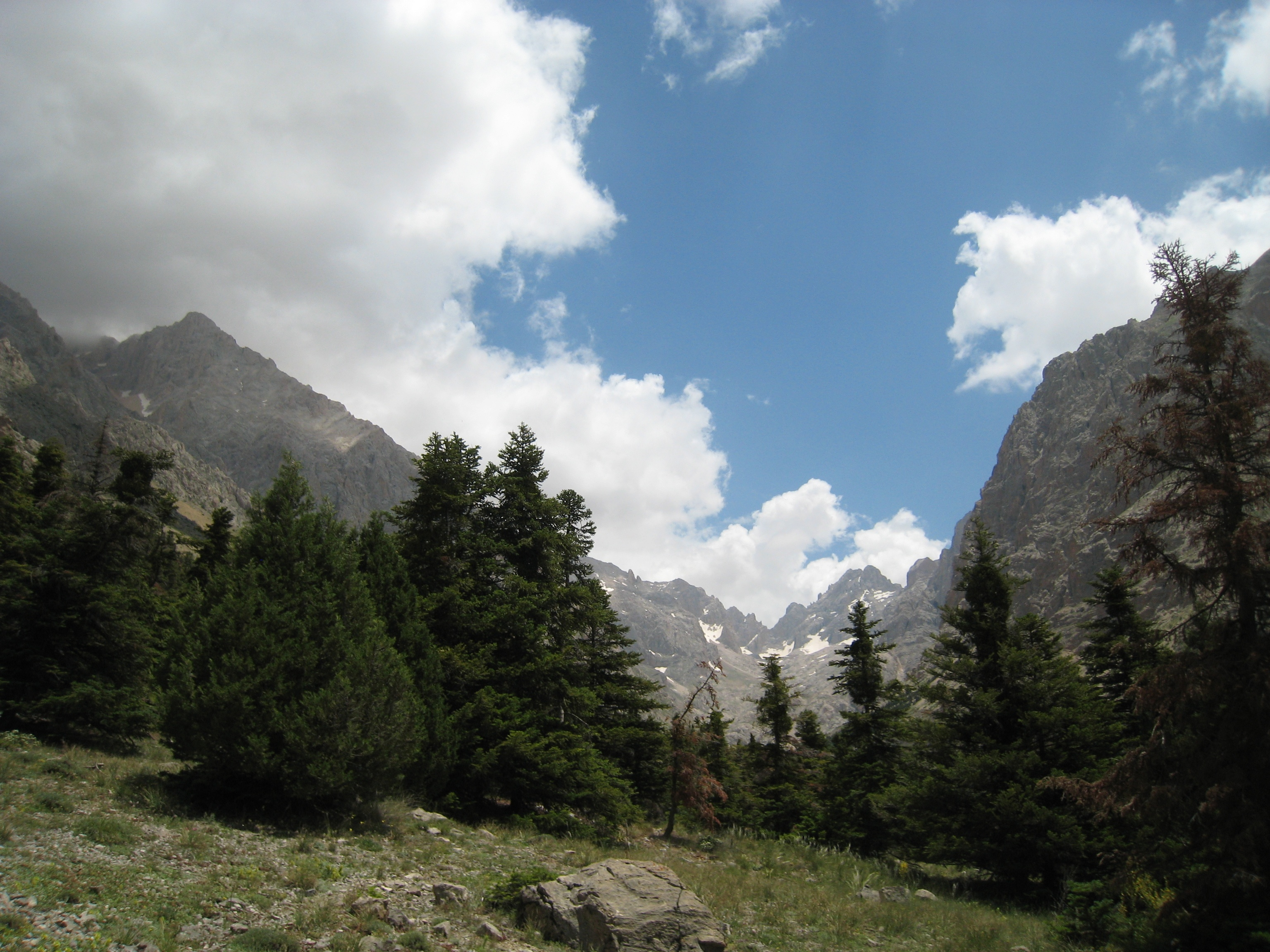
Juniperus foetidissima, Таврські гори, Туреччина

Це середніх розмірів дерево, що досягає 6–25 метрів у висоту, стовбур до 2,5 м діаметром. Має від широко конічної до заокругленої або неправильної форми крону.
Листки є двох форм, на неповнолітніх деревах або на пошкоджених гілках вторинного росту голчасті листки 8–10 мм довжиною; на дорослих деревах лускоподібні листки 2–3 мм довжиною. У значній мірі це дводомна рослина з окремим чоловічими і жіночими рослинами, але деякі окремі рослини однодомні з шишками обох статей.
Шишки ягодоподібні, 7–13 мм в діаметрі, синьо-чорні з білуватим восковим нальотом, містять 1–2 (рідко 3) насінини; вони є зрілими за 18 місяців. Чоловічі шишки 2–3.5 мм, проливають свій пилок на початку весни. Насіння яйцювато-кулясте або часто майже напівсферичне, велике, 5–7 мм в діаметрі, блідо-коричневе.
Деякі дуже великі екземпляри, включають в себе: 200 см діаметром і 42 м у висоту тур. Sedir Tabiat Ormani поруч з Елмалі, Туреччина й 462 см діаметром, 27 м у висоту, лісова станція тур. Dokuz Gol; найстарішим вважається дерево «тур. Aslan Ardic» («левовий ялівець»), 347 см діаметром і 25 м у висоту, якому, як повідомляється, 1700 років.

## Використання
Великі дерева використовувались у минулому для виготовлення товарів тривалого користування, таких як меблі, але використання в комерційних цілях в даний час обмежене. У деяких районах використовують на дрова. Рідкісний у вирощуванні.

## Загрози та охорона
Надмірний випас і збільшення частот пожеж можуть бути локальними проблемами. Цей вид зустрічається на кількох природоохоронних територіях. Деякі виключно великі і старі дерева, наприклад на півдні Туреччини охороняються як окремі дерева.
Занесено до Червоної книги України. Охороняють у Кримському природному заповіднику (Центральне лісництво). Заборонено порушення умов зростання, рубки, обрізка гілок, пересадка і підсадка інтродукованих порід.